# 猪飢饉
猪飢饉（いのししききん）は、江戸時代に東北地方の八戸藩で発生した飢饉。寛延2年（1749年）から宝暦元年（1751年）まで天候不順が続いたことによる凶作と、猪の異常繁殖による食害が被害を大きくしたことから、このように呼ばれる。
この飢饉は猪飢渇の呼称もあり、当地の方言では「いのししけかち」と読む。ケカチは「飢饉」を意味し、「ケガジ」、「ケガズ」とも読む。天明の大飢饉の記録「天明卯辰簗」にはこの飢饉は「巳午（みうま）の猪飢饉（いのししけかち）」と記されており、飢饉記録の「天明日記」にも人々がこの飢饉を「猪けかち」と呼んでいたとある。
同じ青森では、隣藩の盛岡藩でもこの時期に同様の猪被害に悩まされていたことが、家老席の日記『雑書』に書かれている。津軽地方では農業形態の違いもあって、獣害による大きな被害は無かったというが、「東風」による冷害が原因で、大勢の餓死者が出る飢饉となっていた。

## 背景
八戸の研究者・西村嘉によれば、猪の異常発生には以下の事情があったと述べている。
当時の八戸藩では大豆の増産によって収入の増加を目指した。大豆は「定例大豆」という税として一定量が上納されたほか、残った大豆も「別段大豆」として藩に買い上げられ、その移出販売が藩財政を支えた。大豆の生産は主に焼畑農業によって行なわれたが、焼畑をした土地は地味が衰えるため、数年間利用した後はいったん放棄され別の土地を耕作地とする。焼畑の跡地には葛や蕨の植生が増えるが、それらが餌となって猪の繁殖を促した。繁殖しすぎて餌が不足しただけでなく、山野の新開発によって生息地が狭められた猪たちが食料を求めて人里にまで下りてきて、大豆や粟・稗などの畑作物を荒らすようになったと考えられている。さらに、焼畑の跡に生い茂る藪は、猪にとって隠れ場であり安全な住処となった。
また、天敵である狼の減少も猪の増加の一因となっていた。この地域で「オイヌ」と呼ばれていた狼は馬の天敵でもあり、八戸藩や盛岡藩では17世紀後期から18世紀初めにかけて藩日記にもその被害がたびたび記載されていた。元禄期には、これらの地方では狼退治に躍起になっており、狼を仕留めた者には褒美も与えられた。
飢饉の原因が西村の主張するように大豆栽培のための焼畑が大きな要因であったという説は否定しないが、その背景には気象条件や動物そのものの繁殖サイクルといった自然界での動勢も大きくかかわっていたという研究もなされている。

## 猪の増加
延享3年（1746年）ごろから猪による獣害が目立ってきていたが、寛延2年になると異常増殖した猪に田畑を食い荒らされた。この年は夏の間も寒冷な気候が続き暖かな日和は稀であった。そのため畑作では粟や稗の収穫減が予測されていた。
延享4年（1747年）5月には、猪捕獲数として「二疋」「四十疋」などの数が記録され、同年6月27日の記事には藩目付を総司令官として、代官や足軽などの役人や人足500人を動員する猪退治計画が記されている。
寛延2年の年に猪による獣害はピークに達し、作物を食い荒らされ、山間の畑がちの村を中心に壊滅的な被害が出るようになった。

## 被害
寛延2年（1749年）には、志和郡を含む八戸領2万石のうち、1万2500石余の損害を出した。『八戸藩日記』（御目付日記、御勘定所日記）によれば、この年の幕府に対しての報告として、表高2万石のうち1万6654石余の損毛高を届けている。『日記』にはまた、猪荒れの記事も頻出し、春に「山端畑（やまはた）」などに仕付けた大豆・粟・稗などの雑穀が荒らされて「黒畑」のようになり、実入りの時期になればその実を食い荒らし、手の施しようがなかったという。「芒所同然」の荒れ地になってしまい、仕付けできない畑も多かった。
この年の人口は、宗旨改書き上げによれば領内人口は八戸藩で最大の7万1852人であったという。飢饉の餓死者は寛延3年春の宗門改によって4500人から4600人くらいと風聞されたが、宝暦元年（1751年）になって他国へ逃れた離散者が帰郷し、翌2年（1752年）の宗門改では餓死者数は3000人ほどであったと推定された。
安藤昌益の門弟である北田市右衛門が書いた「天明凶歳録」には、五穀は少々実入りがあったが、「猪鹿の害」によって「山野の者餓死」したとある。
「八戸藩日記」によれば、寛延2年10月に城下長者山堤脇に普請した非人小屋に乞食を収容し、乞食救済のために法光寺・対泉院・大慈寺が托鉢で米金を集めて「接待」したが、翌年春にかけて非人小屋で飢人が病気にかかり次々死んでいった。
『天明卯辰簗』によれば寛延3年の秋から不作がおさまり、以後宝暦4年までの5年間は豊作であったとある。しかし「八戸藩日記」などの記録によれば、依然として猪被害の報告は続いていた。

## 対処
猪による獣害が問題になってきたのは、1730年代ごろからだった。その対応については「八戸藩日記」「八戸藩勘定所日記」「八戸藩御用人所日記」などの史料から確認できる。

### 猪退治
「八戸藩日記」元文2年（1737年）年6月28日条に、八戸廻山根通で猪が荒れているので、「おどし討」のため鉄砲3挺の拝借を請願したこと、武具預り役人からそれを受け取って代官に渡したことが記されている。それ以前から害獣に対して鉄砲の使用許可の請願もあったが、人や馬を襲う狼への対処が主なものであったと考えられている。
延享年間になると、猪狩のための拝借鉄砲など、猪に関わる記事が増えており、延享3年（1746年）7月27日には、猪荒れを防ぐために農村での狗（犬）の飼い置きが奨励された。翌月には、軽米通や八戸廻で猪・鹿の喰い荒らしによる不作の見分願が出された。同4年（1747年）5月17日条には、軽米通だけは狼が出現して猪が1匹も見えないが、他の地域では近年狼がいなくなるとともに猪荒れがひどくなったとある。
寛延元年10月から翌2年の正月までに猟師や農民を動員して大規模な駆除作戦を実施して2000頭余を殺し、宝暦元年（1751年）春には2923頭余を仕留めた。
八戸廻代官所管内で寛延2年正月15日には804匹、同年12月5日には200匹を、久慈代官所管内で246匹の猪を仕留めた。翌3年正月下旬に、猪狩御用を命じられた中里八郎右衛門は、「猟師」を派遣して2月3日までに175匹「討留」、49匹「手負」にした。同年1月23日から24日に32匹、25日から27日までに33匹を仕留めたと記録されている。「八戸藩日記」の寛延4年3月4日の記事には「此の間までに仕留めた猪数二千九百二十三疋余」と記されている。
宝暦元年（1751年）4月22日、猪への対応のため犬を飼い置くよう命じたが、多く抱えることで怪我人が出たため、抱え置くことを停止するようお触れが出されたが、猪の被害は続いていた。同年8月8日に軽米通で猪荒れのため650石余が不作になったとして見分願が出された。そのほかにも、
- 宝暦元年3月には五代官の管内で冬期間に猪2923匹
- 同5年（1755年）2月には昨年中久慈津で猪240匹と猿2匹
- 同9年（1759年）3月には猪・鹿181匹

をそれぞれ駆除したと家老席に報告がなされた。
猪の被害は猪飢饉の後も若干だが継続し、後の宝暦の飢饉にまで至った。「八戸藩日記」には宝暦の飢饉の時にも多くの猪を退治した記録があるが、飢饉の主な原因は冷害であって、猪が飢饉に関与したという捉え方はされていない。

### 生息環境の除去
寛延元年（1748年）3月から4月にかけて藩の御山が放火される事件が多発したが、これは猪の住処を焼き払ってしまおうとする領民によるものであった。翌2年の3月1日には、是川通、嶋守通、軽米通、名久井通で猪の住居を焼き払う願いが多く出されたことから、類焼の危険が無いかを見分した上で焼き払うように命じている。翌3年2月5日には、山焼きをしたいと希望する者は申し出るよう命じている。

### 神仏への祈り
こうした猪狩による駆除だけでなく、寛延2年正月15日には、藩は猪退散の祈禱を領内の寺院に命じている。

## 飢饉後
寛延4年（1751年）には八戸市内に「悪獣退散祈願碑」が建立された。
安藤昌益は飢饉の惨状を見て、医師としての限界を感じた。そして飢えた人々を救えない藩政や為政者に怒り、身分制社会を生み出す「法世界（ほうのよ）」を批判し、その思想的裏付けである儒学や仏教を激しく攻撃するようになった。昌益の思想が、儒学的な発想が見られた初期のものからこのような変化をしたのは、猪飢饉が発端であったと考えられているが、その一方で猪飢渇と安藤昌益の思想形成は重なり合わないという研究もある。
前述の西村嘉は、猪飢饉の延長上にある天明の大飢饉により、南部地方の農業は「壊滅的な大打撃」を被ることになったとしている。
「猪飢饉」と同程度の猪繁殖期は、明和元年や安永2年にもあったが猪または鹿が原因となって飢饉に至ったという記録は無い。これは、1月から2月にかけての冬期での猪狩り、捕獲への報奨制度、鉄砲の貸与、捕獲計画の実行などといった藩をあげての獣害対策が功を奏したのではないかと考えられている。